# Karanja Lad

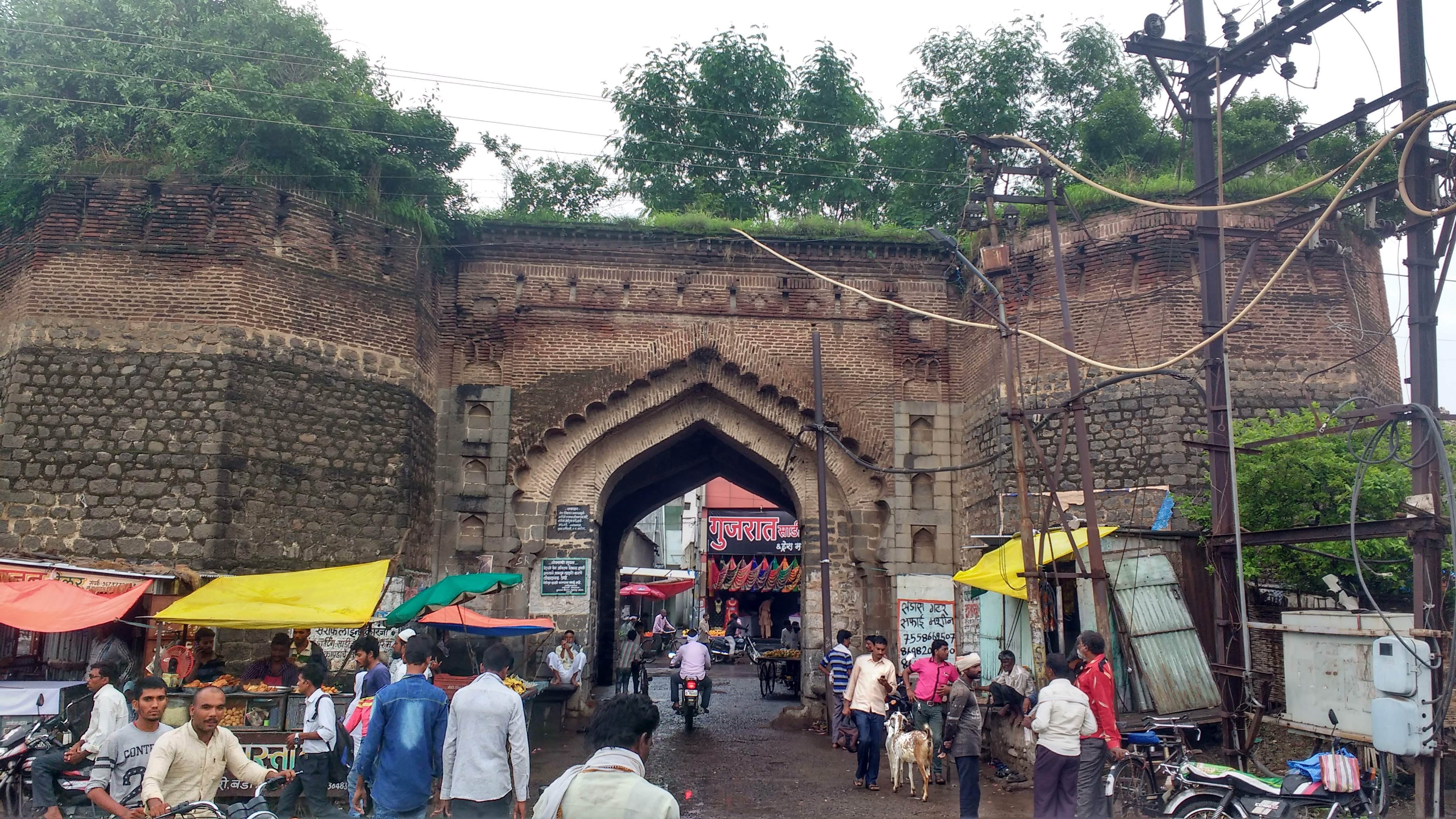
Karanja, Delhi Gate (2018)

Karanja Lad, auch Karanja, ist eine Stadt im indischen Bundesstaat Maharashtra.
Die Stadt ist Teil des Distrikts Washim. Karanja Lad hat den Status eines Municipal Council. Die Stadt ist in 27 Wards gegliedert. Sie hatte am Stichtag der Volkszählung 2011 insgesamt 67.907 Einwohner, von denen 34.703 Männer und 33.204 Frauen waren. Muslime bilden mit einem Anteil von über 49 % die größte Bevölkerungsgruppe in der Stadt, gefolgt von Hindus mit 39 % und Buddhisten mit 6 %. Die Alphabetisierungsrate lag 2011 bei 88,71 % und damit deutlich über dem nationalen Durchschnitt.